# Trichosalpingus gracilicornis
Trichosalpingus gracilicornis es una especie de coleóptero de la familia Mycteridae.

## Distribución geográfica
Habita en Australia.